# Parigi-Bruxelles 1989
La Parigi-Bruxelles 1989, sessantanovesima edizione della corsa, si svolse il 20 settembre 1989 su un percorso di 294 km, con partenza da Noyon e arrivo a Bruxelles. Fu vinta dall'olandese Jelle Nijdam della Superconfex-Yoko davanti al belga Carlo Bomans e al tedesco Marcel Wüst.

## Ordine d'arrivo (Top 10)
| Pos. | Corridore       | Squadra              | Tempo    |
| ---- | --------------- | -------------------- | -------- |
| 1    | Jelle Nijdam    | Superconfex-Yoko     | 7h50'00" |
| 2    | Carlo Bomans    | Domex-Weinmann       | s.t.     |
| 3    | Marcel Wüst     | R.M.O.               | s.t.     |
| 4    | Adriano Baffi   | Ariostea             | s.t.     |
| 5    | Johan Capiot    | TVM-Van Schilt       | s.t.     |
| 6    | Rolf Sørensen   | Ariostea             | s.t.     |
| 7    | Frank Hoste     | ADR-W-Cup-Bottecchia | s.t.     |
| 8    | Jaanus Kuum     | ADR-W-Cup-Bottecchia | s.t.     |
| 9    | Sean Kelly      | PDM-Ultima-Concorde  | s.t.     |
| 10   | Frédéric Vichot | Helvetia-La Suisse   | s.t.     |